# Casa consistorial de Valladolid
La casa consistorial de Valladolid situada en el flanco norte de la Plaza Mayor de la ciudad es la sede del Ayuntamiento de Valladolid, en España, donde se hallan los órganos de gestión y gobierno de Valladolid; la alcaldía, el pleno municipal y la junta de gobierno local.

## Edificios anteriores

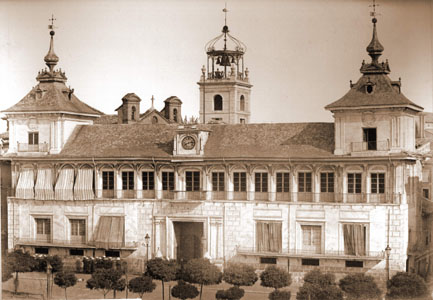
La antigua Casa Consistorial de
Valladolid (1562-1879), obra de Juan Sanz de Escalante, Francisco de Salamanca y Juan de Herrera.

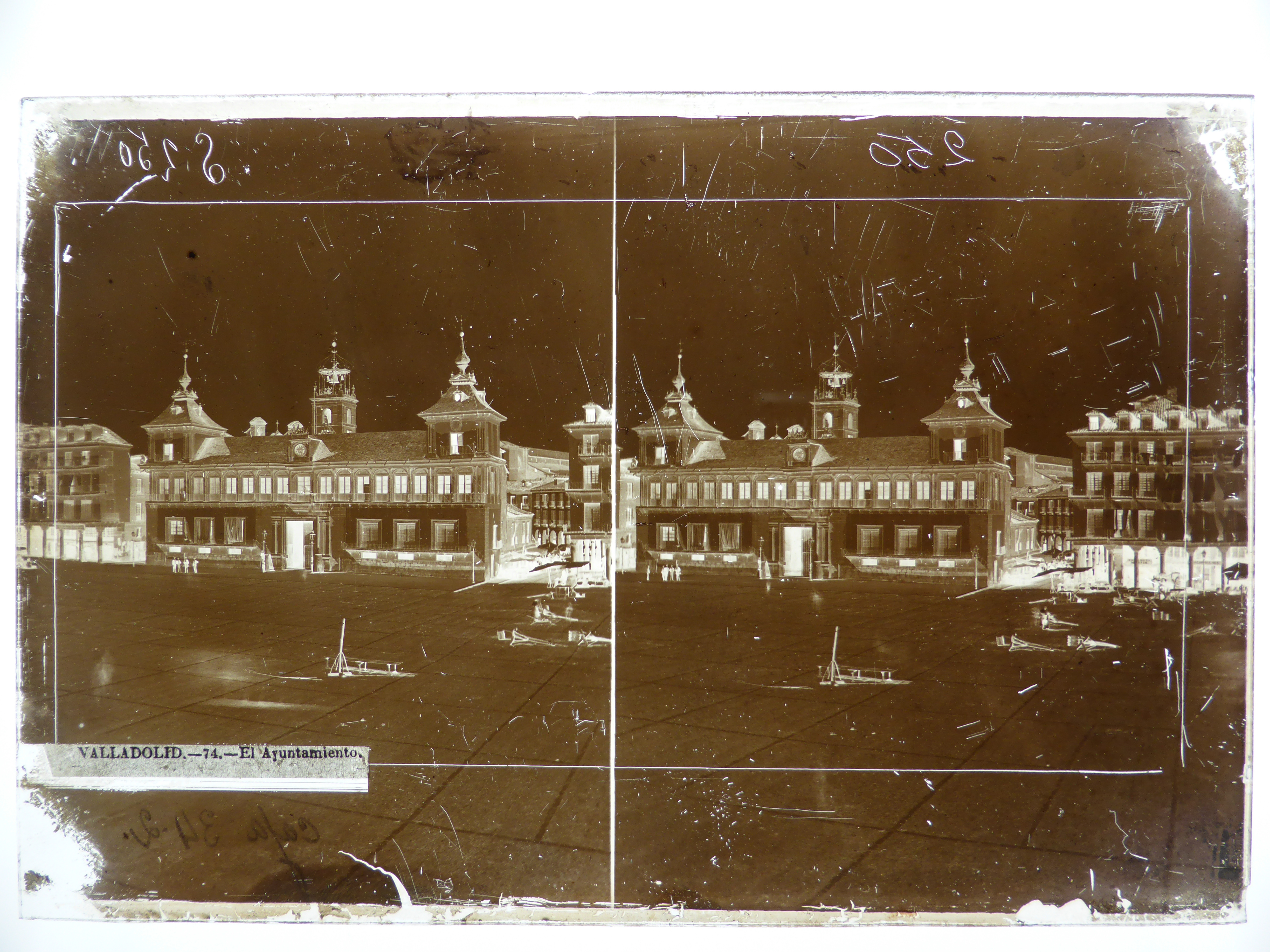
El Ayuntamiento. Negativo de J. Laurent, hacia 1865. Fototeca IPCE.

En un principio, antes de la llegada del Conde Ansúrez en 1095, se reunía el concejo abierto de los vecinos en el atrio la actualmente desaparecida Iglesia Concejil de San Miguel. A partir del siglo XIII, Valladolid ya tenía establecido su Concejo como órgano político cerrado compuesto por nobles que se reunía en una casa comprada a los frailes del también desaparecido Convento de San Francisco. Desde 1338, las reuniones se celebraron en el claustro de la Colegiata, año en que se construyeron unas casas propias en la antigua Plaza de Santa María (hoy Plaza de la Universidad). 
A raíz del incendio de 1561 y la destrucción total del entorno, el Ayuntamiento decidió cambiar la ubicación del consistorio, ocupando el lugar que tiene actualmente y presidiendo la reformada Plaza Mayor. El edificio fue proyectado en 1561 por Juan Sanz de Escalante con posteriores modificaciones de Francisco de Salamanca y de Juan de Herrera y seguía el modelo austero impuesto por la casa de Austria. De su silueta destacaban dos torres en los extremos y una torre campanario con reloj en el centro que se incorporó a mediados del siglo XIX con materiales procedentes del derribo del Convento de San Francisco.
Las obras se iniciaron en 1562 y terminaron en 1577. En el siglo XVII se construyeron los torreones laterales y en 1833 se erigió la torre del reloj. La antigua casa Consistorial constaba de dos cuerpos; el inferior poseía tres balcones a cada lado y una puerta central y el cuerpo superior tenía una serie de 17 arcos sucesivos.
Este edificio se encontraba al llegar el siglo XIX en un lamentable estado de conservación, por lo que en 1879 a propuesta del alcalde de la ciudad Miguel Íscar, se solicitó un informe sobre la seguridad del inmueble tras el cual, el pleno municipal del 10 de febrero acordó el derribo de este viejo consistorio para la construcción de otro más moderno y que contaría con mayor capacidad. El derribo de la antigua casa consistorial se inició el 28 de agosto de 1879 y sus restos fueron empleados para la construcción de la cascada y el estanque del parque del Campo Grande.[cita requerida] El Ayuntamiento se ubicó entonces en el Palacio de Ortiz Vega, de la calle del Duque de la Victoria y más tarde en el Seminario Conciliar, adjunto a la desaparecida Escuela Normal de Maestros de la calle de López Gómez.

## La nueva casa Consistorial

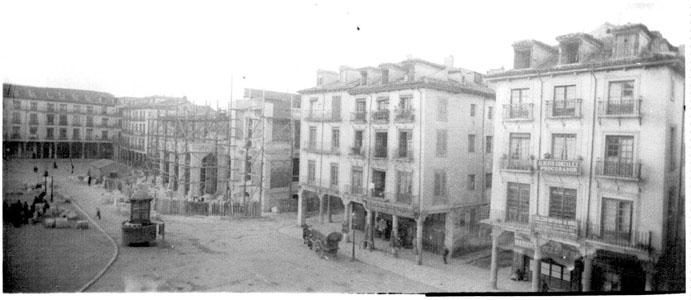
Construcción del nuevo consistorio vallisoletano.

En 1880, se convocó concurso público de ideas para su construcción del que resultó ganador el proyecto del arquitecto local Antonio Iturralde Montel, aunque el diseño no gustó demasiado y la Real Academia de Bellas Artes de la Purísima Concepción cuestionó el proyecto elegido. Sin embargo, las obras la construcción del nuevo edificio no comenzaron hasta 1892, debido, sobre todo, a las dificultades económicas que atravesaba el Ayuntamiento de Valladolid.
Un año después, en 1893, se iniciaron discrepancias entre Iturralde y el Ayuntamiento; este acusaba al arquitecto de no disponer de un proyecto estable y de errores en el cálculo del coste total de la obra. Finalmente, las obras se paralizaron en marzo de 1894 hasta la muerte del arquitecto en 1897 cuando se pudo rescindir el contrato.
El Ayuntamiento optó entonces por realizar un sorteo con el fin de encontrar un arquitecto para la continuación de las obras, entre aquellos que recientemente hubiesen dirigido la construcción de edificios:

«[...]grandiosos y artísticos, destinados a servicios públicos»

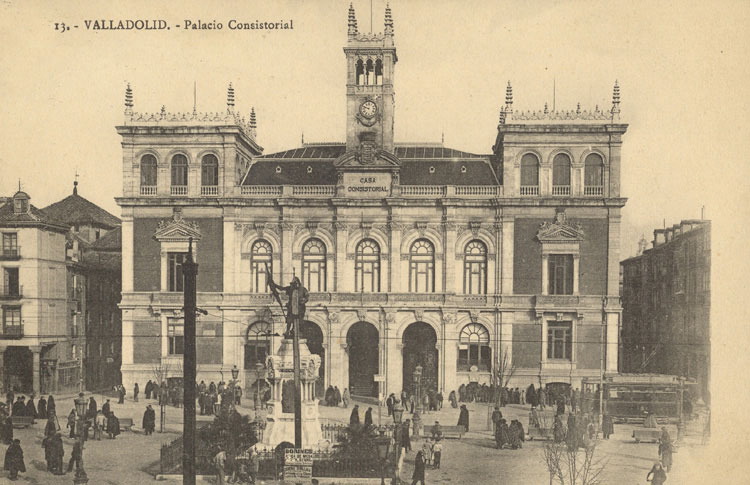
El ayuntamiento a principios del.

De los seis arquitectos que se barajaron, el elegido fue el abulense Enrique María Repullés y Vargas, a quien corresponde el edificio actual. Tras la presentación del proyecto, Repullés derribó todo lo efectuado hasta el momento del proyecto de Antonio Iturralde debido a la imposibilidad de aprovechar lo ya edificado, modificando el proyecto inicial.
El edificio de Repullés es de estilo ecléctico, de carácter beaux-artiana con inspiración renacentista; para su diseño el arquitecto se inspiró en el palacio de Monterrey de Salamanca, aunque empleó piedra granítica para el zócalo y para la cimentación, procedente de Campaspero y Villanubla, y ladrillo prensado para los muros de la fachada a excepción de la parte central de la misma. 
Se trata de un edificio de planta rectangular y grandes dimensiones; 2.598 m². Tiene cuatro alturas, sótano y tres plantas, precedida de un balcón en su fachada principal, con torres rectangulares y patio interior. En el cuerpo central se halla una torre más esbelta que las de las esquinas en la que se encuentra el reloj, obra de Moisés Arroyo, y el escudo de Valladolid.
El nuevo edificio fue inaugurado con un acto institucional y una misa desde el balcón principal el 19 de agosto de 1908.
El 18 de julio de 1936, al sublevarse el ejército contra la Segunda República española, la sede municipal fue atacada por militares y milicias falangistas desde la Plaza Mayor. La fachada de la Casa Consistorial mantiene unos 53 vestigios de impactos de bala de aquella jornada, concentrados en la ventana del despacho del entonces alcalde la ciudad, el socialista Antonio García Quintana.

## Interior

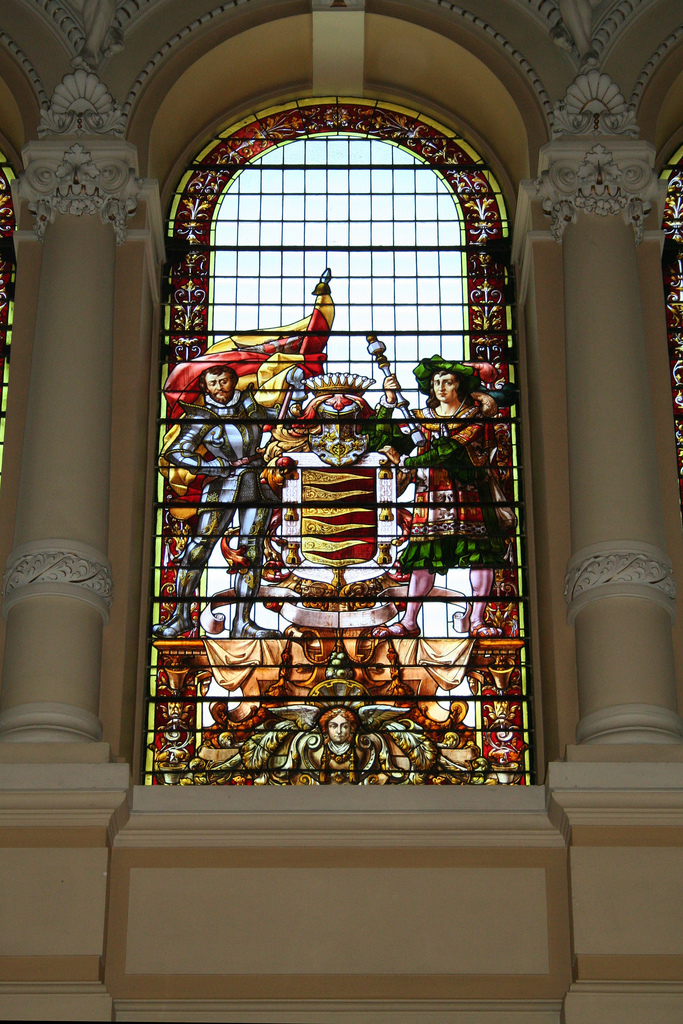
Vidriera interior.

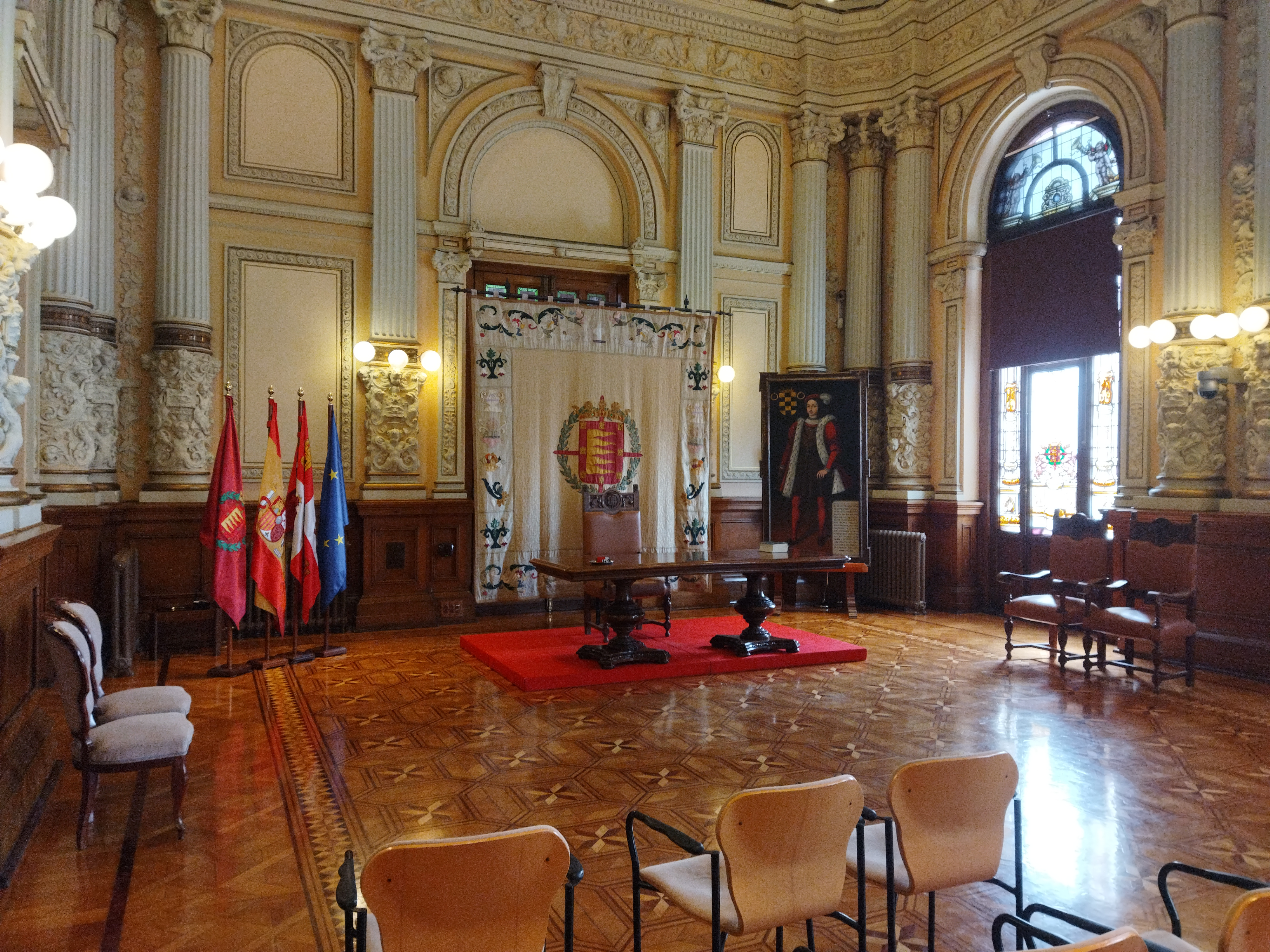
Salón de actos.

El interior se diseñó con pretensiones historicistas, decorándose con pinturas del mismo género, originales del cubano Gabriel Osmundo Gómez. La escalera es de tipo imperial, concebida por los hermanos Gargalló y realizada en mármol y bronce completándose con varias vidrieras entre la que destaca la central en la que están representados el escudo de la ciudad flanqueado por un abanderado y un macero.
En el piso principal se encuentran dos reposteros con pasajes de la vida de los Reyes Católicos vinculadas a la ciudad y bajo estos las antiguas arcas consistoriales, donde durante mucho tiempo se custodiaron los documentos y dineros del Ayuntamiento.

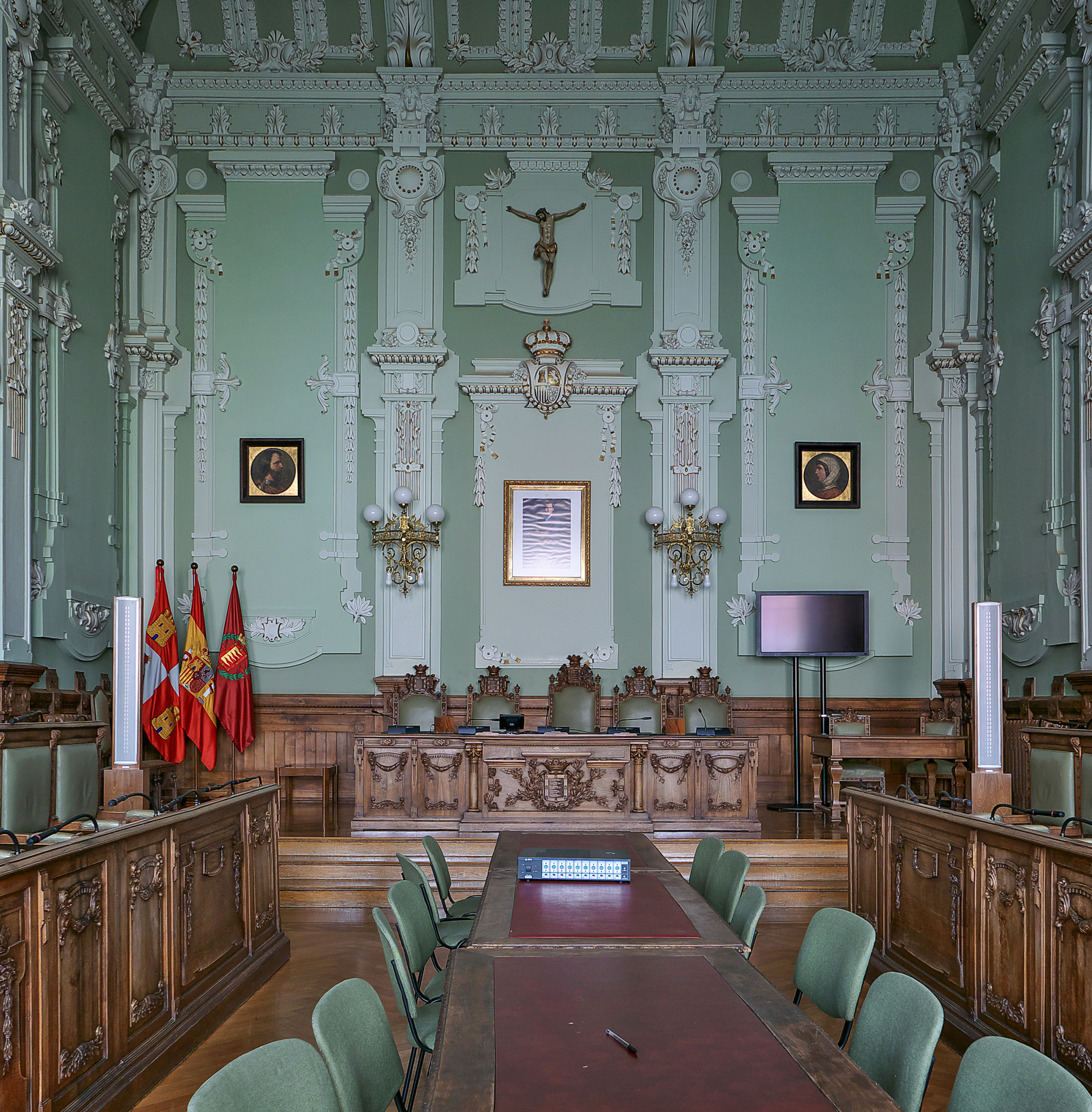
Salón de Plenos del Ayuntamiento.

A través de unas puertas situadas a ambos lados de estos elementos se accede al salón de recepciones; de planta rectangular que se abre al balcón que preside la Plaza Mayor. La decoración corrió a cargo de los hermanos Gargalló y en la pared que da al balcón se hallan vidrieras que representan escenas de personajes importantes en la historia de la ciudad. El suelo es de maderas nobles, las paredes están decoradas con motivos a Candelieri y la bóveda alberga frescos de Osmundo Gómez con escenas alegóricas sobre la fundación de la villa. Completan la decoración de la sala un repostero con el escudo de Valladolid y retrato de cuerpo completo de Pedro Ansúrez, primer señor de la villa. En el salón de recepciones se realizan reuniones protocolarias, actos institucionales etc.

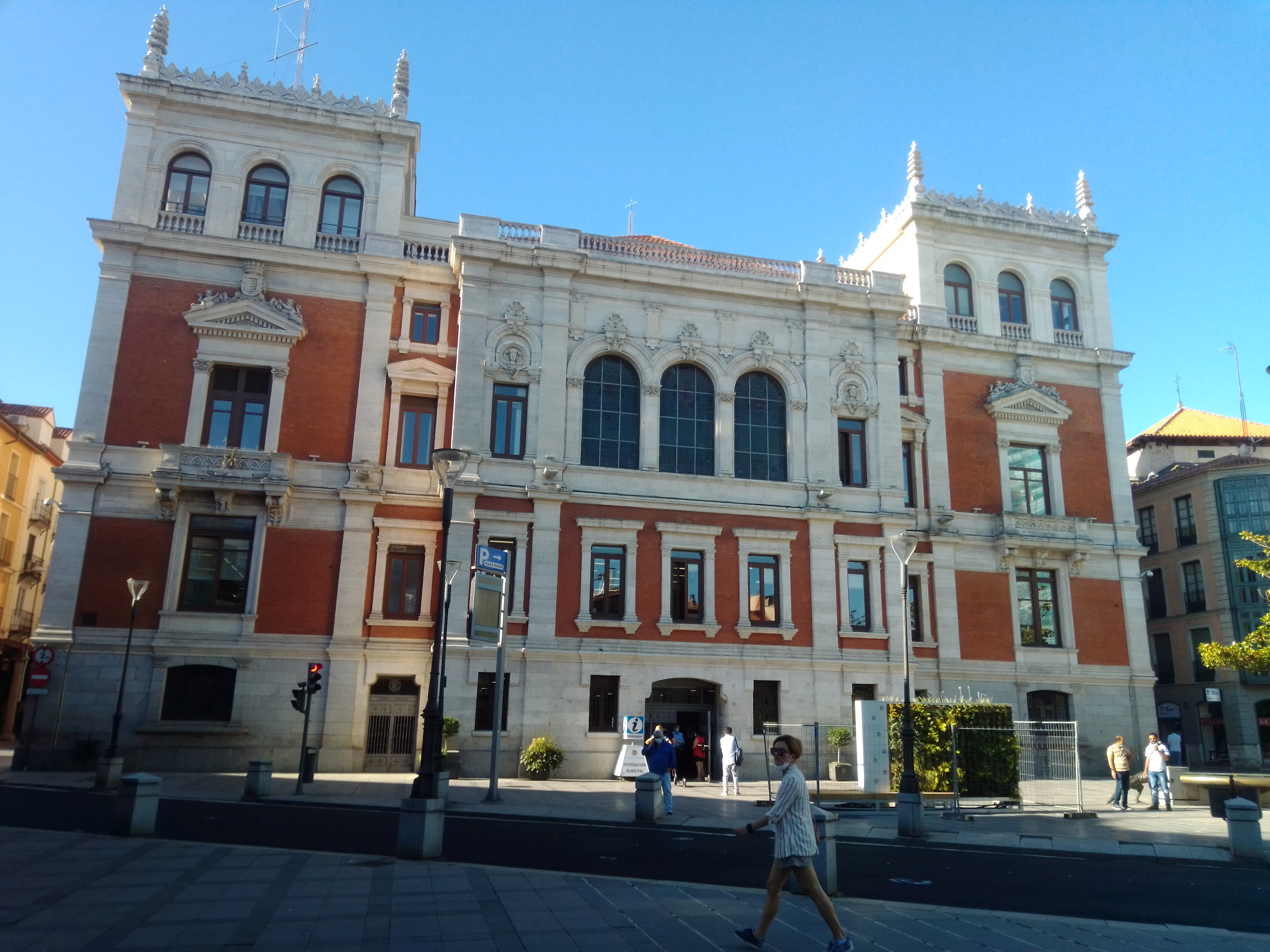
Fachada trasera del Ayuntamiento en 2020.

Anexos al salón de recepciones se hallan la sala de concejales, empleada actualmente para ruedas de prensa y reuniones de las comisiones municipales, y el despacho del alcalde. La decoración de la sala de alcaldía corrió a cargo de Francisco Prieto. El mobiliario de la sala es de madera de nogal, decorado con relieves de escenas bíblicas, y fue adquirido en subasta. En este despacho se celebran las sesiones de la Junta de Gobierno Local y las reuniones de los concejales del Ayuntamiento con la delegación. En la antesala del despacho, se halla la secretaría del alcalde, la sala de visitas y la oficina de la jefatura de Gabinete de Gobierno y Relaciones.
En la parte trasera del edificio, hacia su fachada posterior que da a la plaza de la Rinconada, se halla el Salón de Sesiones o Salón de Plenos. De planta rectangular, está decorado siguiendo el estilo historicista del resto de la casa Consistorial, y corrió a cargo de Algueró. El mobiliario fue realizado por Manuel Ibargoitia y es de madera de nogal macizo.
En los despachos y salones se conserva una notable colección de pinturas, algunas son depósito del Museo del Prado; entre ellas destacan un Florero de Benito Espinós o la Romería de San Ignacio, obra de Inocencio Medina Vera. Entre las propiedades municipales se encuentran un San Juan Bautista del siglo XVII obra de Jusepe de Ribera y cuadros de autores vallisoletanos como Castro Cires, Aurelio García Lesmes entre otros. La sala principal o sala de recepciones del Ayuntamiento da a la fachada de la plaza mientras que el salón de plenos municipal corresponde a la parte trasera.